# محمد درگاهی
محمد درگاهی (زاده ۱۲۶۹ زنجان - درگذشته ۱۳۳۱) سرتیپ ارتش شاهنشاهی ایران بود. او در ۱۳۰۱ با درجه نایب سرهنگی به ریاست اداره قلعه بیگی گماشته شد، سپس به جایگاه دژبان جانشین آنجا رسید. در ۱۳۰۲ در نخستین روزهای رئیس‌الوزرایی سردار سپه به جای ژنرال وستد اهل سوئدی به ریاست نظمیه کل مملکتی برگزیده شد. یاور درگاهی، شخصی جدی و جاه‌طلب بود و توانست توجه سردار سپه را به خود جلب کند.
محمد درگاهی، که جانشین وستد اهل شد، پیش از آن به دستور رضاخان مأمور رسیدگی به پرونده و عملکرد سوئدی‌ها شده بود تا برای آنها پرونده‌سازی کرده، بهانه لازم را برای انفصال آنها از رأس نظمیه به دست آورد و این وظیفه را چنان‌که خواسته رضاخان بود به انجام رساند. در دوره ریاست درگاهی، شهربانی حیطه فعالیت خود را در تهران و سایر بخش‌ها گسترش داد و در مسیر خواسته‌های رضاشاه از هیچ کوششی فروگذار نکرد؛ به ویژه در از میان برداشتن مخالفان سیاسی حکومت بی‌پروایی را به نهایت رسانید. درگاهی در روند قدرت‌یابی رضاخان، پس از کودتای سوم اسفند تا صعود نهایی او به تخت سلطنت، نقش اساسی برعهده گرفت و با از میان برداشتن مخالفان سیاسی او، راه را برای انقراض سلطنت قاجار هموار کرده، مخالفان سلطنت پهلوی را به انحاء گوناگون به قتل رسانید یا منزوی ساخت. وی همه روزه گزارش‌هایی از رفتار و کردار دولتمردان تهیه و ذهن سردار سپه را نسبت به اشخاص می‌شوراند. در فروردین ۱۳۰۷ درجه سرتیپی گرفت. او بود که زندان قصر را ساخت؛ در تاریخ 11آذر 1308 در مراسم افتتاح زندان قصر ، با حضور مقامات بلند پایه کشور ، درگاهی به عنوان مزاح به تیمورتاش گفت : جای خوب و مناسبی را تهیه دیدم اینجا زندان قصر خوابگاه ابدی شماست . تیمورتاش که علنا این جمله را تهدید جانی به خود دانست به رضا شاه شکایت برد و درگاهی از ریاست شهربانی کل کشور برکنار و به زندان قصر افتاد . چند ماهی در زندان بود. سپس آزاد شد و به ریاست اداره نظام وظیفه گماشته شد. چند سالی در آنجا بود و سپس رئیس اداره کل آمار و ثبت احوال شد. سپس از ارتش اخراج شد و در سال ۱۳۳۱ درگذشت.